# 河南工业大学
河南工业大学（英語：Henan University of Technology，简称：河工大），位于河南省郑州市，学校前身為创建于1956年的郑州工程学院与郑州工业高等专科学校，两校于2004年合并组建成河南工业大学。河南工业大学是一所以工科为主，工学、理学、经济学、管理学、文学、法学、农学等多学科协调发展的多科性大学，其本科教育始于1959年，研究生教育始于1979年。

## 历史沿革
河南工业大学始建于1956年，1959年开始本科教育，1979年开始硕士研究生培养，2013年开始博士研究生培养。建校初至上个世纪末，学校分别为粮食部、商业部、国内贸易部和机械工业部直属高校，1998年8月转制为中央与河南省共建，以河南省管理为主。2010年成为省部共建大学。
河南工业大学2004年5月13日由郑州工程学院和郑州工业高等专科学校合并组建而成。

### 郑州工程学院时期
原郑州工程学院的前身是1956年6月在北京成立的中央粮食干部学校。1959年4月21日，以中央粮食干部学校为基础，组建北京粮食专科学校，开始进行学历教育。
1960年8月，北京粮食专科学校迁到河南郑州，更名为郑州粮食学院，开始进行本科教育，是我国第一所也是亚洲唯一的粮食院校，有“亚洲粮院”的美誉。
1971年11月，学校建制撤销，并入河南农学院，成为粮油工业系；1973年7月1日，粮油工业系并入郑州工学院（今郑州工业大学），招收了4届工农兵学员；1978年4月1日，国务院批准恢复郑州粮食学院建制；2000年更名为郑州工程学院。学校先后隶属于粮食部、商业部和国内贸易部。

### 郑州工业学校时期
原郑州工业高等专科学校的前身为郑州机器制造学校，创建于1956年。先后更名为河南省机器制造专科学校、郑州机械专科学校和郑州工业高等专科学校，是27所全国示范性高等工程专科重点建设学校之一。曾经隶属于第一机械工业部、机械电子工业部、机械工业部。为我国的磨料磨具、超硬材料以及机电行业培养了大批技术骨干和管理人才，是全国示范性普通高等工程专科重点建设学校。

### 河南工业大学时期
2010年1月5日，河南省人民政府、国家粮食局共建河南工业大学协议签字仪式在河南省人民会堂举行，河南省人民政府省长郭庚茂，国家粮食局局长聂振邦出席仪式，并代表双方在共建协议上签字。按照协议，国家粮食局将支持河南工业大学申报和建设国家工程实验室、国家工程中心、国家重点实验室等国家级创新基地，支持学校承担国家级项目，支持在河南工业大学建设“中国粮食博物馆”。
2011年，河南工业大学成功入选教育部卓越工程师教育培养计划高校。2012年，河南工业大学入选国家中西部高校基础能力建设工程，河南共七所高校入选。2012年，河南工业大学成功申报“服务国家特殊需求博士人才培养项目”，成为河南省第6个博士学位授权单位。2013年，学校开始招收首届博士研究生5人，学科为食品科学与工程。
2013年4月11日，教育部公示了“2011计划”首批入选高校名单，河南工业大学参与了河南粮食作物协同创新中心（河南农业大学为牵头高校），成为首批14个协同创新中心、2011计划高校。

## 现状
河南工业大学现有61个本科专业，5个国家级特色专业建设点，8个省级名牌、特色专业，6个双学位专业，25个省级重点学科，有108个硕士学位授权点，现有全日制普通高等教育在校学生25000余人。河南工业大学现有专任教师1600人，其中，具有硕士、博士学位者 1300多人，具有高级专业技术职务者700多人。学校有双聘院士、特聘客座院士10人，长江学者1人，省级特聘教授5人，享受国务院政府特殊津贴专家21人，全国优秀教师、优秀专家、有突出贡献专家等90多人，受聘担任国内重点大学的博士生导师14人。学校整体就业率连年位居河南省高校前列，连续10次荣获“河南省就业工作先进集体”称号， 2000年、2009年连续两次被教育部评为“全国普通高等学校毕业生就业工作先进集体”。 2012年荣获全国就业50强高校称号。 2008～2011年分别荣获“河南公众最满意的十佳本科院校”、“河南最具影响力的十大教育品牌”、“河南考生心目中最理想的高校”、“河南本科院校综合实力20强”称号。
河南工业大学新校区现有教学楼40余栋，寝室楼21栋，教学楼按楼号分为1号楼至35号楼。新建基础实验训练中心，基本完工，但尚未投入使用。寝室分为六个区分别为ABCDEF区，每个区四个寝室楼，每个寝室楼分为南北两栋楼，每栋楼6层。其中F区为单独一栋20层的寝室楼。食堂有4个，其中第一餐厅（知味餐厅）、第四餐厅（知雅餐厅）启用，第二餐厅、第三餐厅处于废弃状态。此外E区西侧有一条商业街。第二餐厅与第三餐厅中间建有澡堂一个，其中E区、F区宿舍楼内有淋雨。寝室有空调。目前AC和F三个区的寝室楼为6人间，其余几个区均为4人间。学校门口有快速公交B35路和B2路，地铁一号线河南工业大学站于2017年1月开通。

## 交通
| 河南工业大学（近南门） | 河南工业大学（近南门） | 河南工业大学（近南门） | 河南工业大学（近南门） | 河南工业大学（近南门） |
| 编号                   | 路线                   | 路线                   | 路线                   | 备注                   |
| ---------------------- | ---------------------- | ---------------------- | ---------------------- | ---------------------- |
| 45                     | 康桥山海云图公交站     | ⇆                      | 碧沙岗                 |                        |
| S150                   | 正弘汇                 | ⇆                      | 黄杨街枫林路           |                        |
| Y20                    | 康桥山海云图公交站     | ⇆                      | 碧沙岗                 | 夜间服务               |

| 大谢新村（近西门） | 大谢新村（近西门）    | 大谢新村（近西门）    | 大谢新村（近西门）    | 大谢新村（近西门）    |
| 编号               | 路线                  | 路线                  | 路线                  | 备注                  |
| ------------------ | --------------------- | --------------------- | --------------------- | --------------------- |
| 45                 | 康桥山海云图公交站    | ⇆                     | 碧沙岗                |                       |
| B2                 | 西三环化工路          | ⇆                     | 中州大道站            | 使用无轨电车运营      |
| B35                | 已于2023年9月10日停办 | 已于2023年9月10日停办 | 已于2023年9月10日停办 | 已于2023年9月10日停办 |
| S152               | 已于2025年1月13日停办 | 已于2025年1月13日停办 | 已于2025年1月13日停办 | 已于2025年1月13日停办 |
| Y20                | 康桥山海云图公交站    | ⇆                     | 碧沙岗                | 夜间服务              |

| 河南工业大学 | 河南工业大学          | 河南工业大学          | 河南工业大学          | 河南工业大学          |
| 编号         | 路线                  | 路线                  | 路线                  | 备注                  |
| ------------ | --------------------- | --------------------- | --------------------- | --------------------- |
| B2           | 西三环化工路          | ⇆                     | 中州大道站            | 使用无轨电车运营      |
| B35          | 已于2023年9月10日停办 | 已于2023年9月10日停办 | 已于2023年9月10日停办 | 已于2023年9月10日停办 |
| B66          | 已于2021年4月27日停办 | 已于2021年4月27日停办 | 已于2021年4月27日停办 | 已于2021年4月27日停办 |

| 嵩山路伊河路 | 嵩山路伊河路 | 嵩山路伊河路 | 嵩山路伊河路 | 嵩山路伊河路 |
| 编号         | 路线         | 路线         | 路线         | 备注         |
| ------------ | ------------ | ------------ | ------------ | ------------ |
| 1            | 华山路公交站 | ⇆            | 火车站南港湾 | B5路支线     |
| 58           | 华山路公交站 | ⇆            | 火车站西广场 |              |
| 84           | 环翠路公交站 | ⇆            | 化工路西三环 |              |
| B11          | 中州大道黑庄 | ⇆            | 环翠路公交站 |              |
| S112         | 华山路公交站 | ⇆            | 绿城广场     |              |
| S123         | 啟福中华社区 | ⇆            | 绿城广场     |              |

| 伊河路嵩山路 | 伊河路嵩山路          | 伊河路嵩山路          | 伊河路嵩山路          | 伊河路嵩山路          |
| 编号         | 路线                  | 路线                  | 路线                  | 备注                  |
| ------------ | --------------------- | --------------------- | --------------------- | --------------------- |
| 201          | 西三环淮河路          | ⇆                     | 火车站西广场          |                       |
| S112         | 华山路公交站          | ⇆                     | 绿城广场              |                       |
| S125         | 已于2023年9月23日停办 | 已于2023年9月23日停办 | 已于2023年9月23日停办 | 已于2023年9月23日停办 |

| 嵩山路伊河路 | 嵩山路伊河路 | 嵩山路伊河路 | 嵩山路伊河路 | 嵩山路伊河路 |
| 编号         | 路线         | 路线         | 路线         | 备注         |
| ------------ | ------------ | ------------ | ------------ | ------------ |
| 560          | 白寨镇       | ⇆            | 火车站北港湾 |              |